# アナトール・フランス (小惑星)
アナトール・フランス（英語：11166 Anatolefrance）は小惑星帯に位置する小惑星。ベルギーの天文学者エリック・ヴァルター・エルストがヨーロッパ南天天文台で発見した。
フランスの小説家・批評家、アナトール・フランスに因んで命名された。